# Euplexaura marki
Euplexaura marki är en korallart som beskrevs av Kükenthal 1913. Euplexaura marki ingår i släktet Euplexaura och familjen Plexauridae. Inga underarter finns listade i Catalogue of Life.